# Pizzicato Five
«Pizzicato Five», (с англ. — «пиццикато-пять», сокращённо «P5») — японская поп-группа, наиболее известная западной аудитории в своём позднейшем составе — как дуэт Маки Номии и Ясухару Кониси. Группа, наравне с «Flipper's Guitar» называемая зачинателем движения сибуя-кэй, известна благодаря своим энергичным и эклектичным композициям, зачастую звучащим как «новые» произведения «хипстеров» 1960-х годов. Лозунг «A New Stereophonic Sound Spectacular» — «Новый, шикарный стереофонический звук» отражает ироничную и эффектную позицию группы. Созданная в 1985 году, группа распалась в марте 2001-го.
«Pizzicato Five» показала себя за шестнадцать лет своего существования весьма плодовитой группой, выпуская по студийному альбому не реже, чем каждый год, в дополнение к множеству синглов, мини-альбомов и сборников ремиксов.

## Дискография
- «Audrey Hepburn Complex» (1985)
- «Pizzicato Five in Action» (1986)
- «Pizzicatomania!» (1986)
- «Couples» (1987)
- «Bellissima!» (1988)
- «On Her Majesty’s Request» (яп. 女王陛下のピチカート・ファイヴ joōheika no Pizzicato Five) (1989)
- «Soft Landing On The Moon» (яп. 月面軟着陸 getsumen nanchakuriku) (1990)
- «Hi Guys! Let Me Teach You» (1991)
- «This Year’s Girl» (яп. 女性上位時代 josei jōi jidai) (1991, повторное издание в 2000)
- «Sweet Pizzicato Five» (1992)
- «Bossa Nova 2001» (1993)
- «Instant Replay» (концертный альбом, 1993)
- «Expo 2001» (сборник ремиксов, 1993)
- «Five by Five» (1994)
- «Made in USA» (1994)
- «Overdose» (1994)
- «a television’s workshop e.p.» (1994)
- «Romantique 96» (1995)
- «a quiet couple» (1995)
- «Unzipped EP», включает «Happy Sad (are you feeling good or feeling bad?)»
- «The Sound of Music by Pizzicato Five» (сборник, 1995)
- «Pizzicato Five TYO: Big Hits and Jet Lags 1991—1995» (сборник, 1995)
- «By Her Majesty’s Request» (повторное издание, 1995)
- «great white wonder» (1996)
- «Antique 96» (сборник, 1996)
- «combinaison SPACIALE» (яп. 宇宙組曲) (мини-альбом ремиксов, 1997, also US)
- «Mon Amour Tokyo» (сингл) (1997)
- «sister FREEDOM tapes» (яп. フリーダムのピチカート・ファイヴ freedom no Pizzicato Five) (1997)
- «Happy End of the World» (1997)
- «Happy End of You» (сборник ремиксов, 1998)
- «Pizzicato Five JPN: Big Hits and Jet Lags 1994—1997» (сборник, 1997)
- «the international playboy & playgirl record» (1998)
- «playboy & playgirl» (американская версия «the international playboy & playgirl record», 1999)
- «PIZZICATO FIVE» (1999)
- «Nonstop to Tokyo EP» (1999)
- «the fifth release from MATADOR» (американская версия «PIZZICATO FIVE», 2000)
- «PIZZICATO FIVE in the BAG» (vinyl boxset, 2000)
- «Remixes 2000» (сборник ремиксов, 2000)
- «Baby Portable Sessions» (Акустическое выступление на NHK FM, 2000)
- «Çà et là du Japon» (яп. さ・え・ら ジャポン) (2001)
- «Pizzicato Five R.I.P.: Big Hits and Jet Lags 1998—2000» (сборник, 2001)
- «singles» (сборник ремиксов, 2001)
- «In the Mix» (2002)
- «THE BAND OF 20TH century: Sony Music Years 1986—1990» (сборник, 2004)

## Участники
- Ясухару Кониси (小西康陽). Единственный из основателей группы, оставшийся в ней до конца. Автор песен, бас-гитара, клавишные, вокал.
- Кэйтаро Таканами (高浪慶太郎, позже 高浪敬太郎, или «K-taro»). Гитара, вокал.
- Мамико Сасаки (佐々木麻美子). Солистка до 1987.
- Акира Камонномия (鴨宮諒). Клавишные.
- Такао Тадзима (田島貴男). Солист c 1987 по 1990.
- Маки Номия (野宮真貴). Солистка c 1990.

## Интересные факты
- Композиция «Baby love child» из альбома «Made in USA» (1994) прозвучала в мультсериале «Футурама», 2 серии 4 сезона «Родной дом Лилы» (англ. Leela's Homeworld)[1][2]
- Список композиций, которые звучали в программе «Квартирный вопрос»

1. Playboy Playgirl
2. Collision And Improvisation
3. Darlin' Of Discotheque
4. Happy Ending
5. Mon Amour Tokyo
6. My Baby Portable Player Sound
7. A New Song
8. Sweet Soul Revue